# Sabato Sprint
Sabato Sprint è stato un programma televisivo italiano, incentrato su temi sportivi e trasmesso su Rai 2 dal 2004 al 2016.

## La trasmissione
Il programma veniva trasmesso nella seconda serata del sabato, prendendo il posto di Sport 2 Sera, solitamente dalle 22:45 per analizzare e proporre la sintesi degli anticipi della massima divisione calcistica. La conduzione era affidata a Stefano Bizzotto, con Paolo Paganini a curare la moviola. Dal 2005 al 2008 la trasmissione fu dedicata alla Serie B, in quanto i diritti relativi al massimo campionato vennero acquistati dalla Mediaset.
Dalla stagione 2016-17 la trasmissione fu sostituita da Calcio Champagne, in onda sullo stesso canale.

## Conduzione
A condurre la prima edizione furono Enrico Varriale e Veronica Maya; nell'estate 2006 una polemica tra Varriale e il direttore Fabrizio Maffei ne comportò la sostituzione con Mario Mattioli, in carica fino al 2007. L'anno successivo — complice il ritorno dei diritti in chiaro alla Rai — Varriale passò alla conduzione di Stadio Sprint, con Sabrina Gandolfi e Paganini al suo posto.
Dal 2012 al 2014 il programma fu condotto dalla sola Gandolfi, poi rimpiazzata da Monica Matano.

## Ospiti
Nel corso della trasmissione venivano ospitati ex calciatori, in veste di opinionisti.